# 海拉塔區
36°29′34″N 5°16′39″E / 36.49278°N 5.27750°E

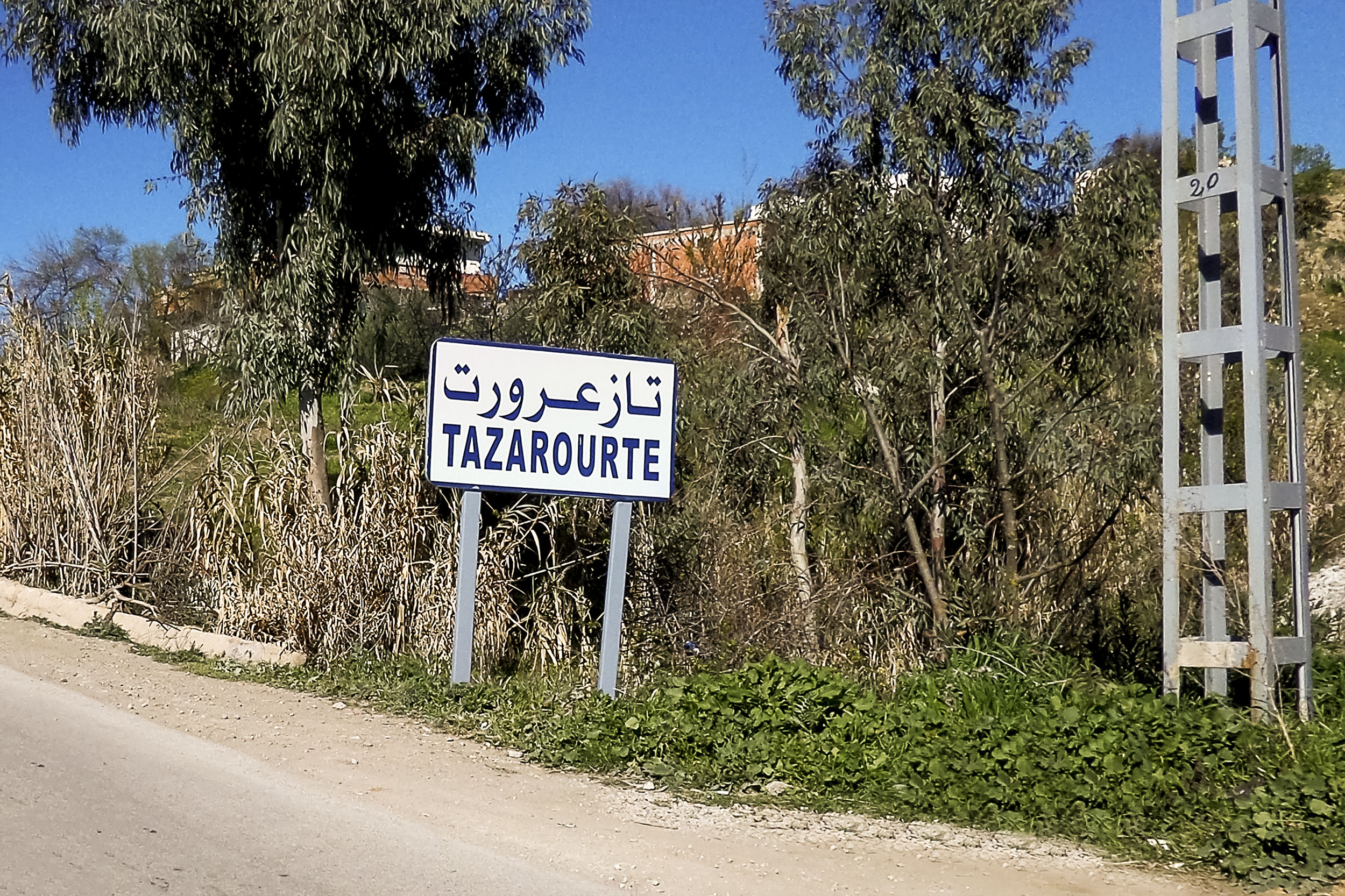

海拉塔區（阿拉伯语：‎），是阿爾及利亞的行政區，位於該國北部，由貝賈亞省負責管轄，首府設於海拉塔，面積221平方公里，2008年人口64,298人，人口密度每平方公里291人。